# Бєлгородський державний інститут культури і мистецтв
50°34′29″ пн. ш. 36°34′45″ сх. д. / 50.57472° пн. ш. 36.57917° сх. д.
Бєлгородський державний інститут культури і мистецтв (рос. Белгородский государственный институт культуры и искусств) — державний освітній заклад вищої професійної освіти у Білгороді.

## Історія
Історія Бєлгородського державного інституту культури і мистецтв починається з відкриття у місті 27 травня 1960 року  культурно-освітнього училища. На той момент це було єдиний в Бєлгородській області професійний навчальний заклад мистецького профілю.
Першим директором Бєлгородського культурно-освітнього училища в 1960 році був призначений Михайло Опанасович Івашечкін. Починаючи з 1961 року, сфера освітніх послуг суттєво розширилася, було відкрито заочне відділення, художнє відділення, а також факультет громадських професій, велося навчання іноземних студентів, в основному з Народної Республіки Болгарія .
В 1982 році Міністерство культури РРФСР створює Методичне об'єднання КПУ ЦЧО, центром якого стає Білгородське культурно-освітнє училище, а головою - директор М. А. Івашечкін.
В 1995 році училище було перейменовано в державний освітній заклад культури «Бєлгородський державний коледж культури і мистецтв».
У 2000 році коледж набуває нового статусу - державного освітнього закладу вищої професійної освіти Бєлгородський державний інститут культури і мистецтв.
У 2002 році вже інститут культури очолив кандидат соціологічних наук Сергій Іванович Курганський, в наш час[коли?] доктор педагогічних наук, професор, начальник управління культури Бєлгородській області.
У 2009 році Бєлгородський державний музичний коледж ім. С. А. Дегтярьова було приєднано до БГІКІ як відокремленого структурного підрозділу. У 2010 році Бєлгородський державний інститут культури і мистецтв відзначив п'ятдесятирічний ювілей від дня заснування навчального закладу, і десять років з дня присвоєння статусу ВНЗ.

## Сучасність
Бєлгородський державний інститут культури і мистецтв включає 5 факультетів, 18 кафедр, аспірантуру, дитячий музично-естетичний центр, культурно-естетичний центр, музичний коледж ім. С. А. Дегтярьова, регіональний центр додаткової професійної освіти, регіональний навчально-методичний центр по художній освіті. Станом на 2011 рік в інституті працюють 22 професори, 116 кандидатів наук і доцентів.
В Інституті працює другий в Росії громадський факультет підготовки організаторів виборів, метою якого є підготовка кваліфікованих кадрів для роботи у виборчих комісіях Бєлгородській області.

## Факультети
- Факультет соціально-культурної та інформаційно-бібліотечної діяльності
- Факультет художньої творчості
- Факультет дизайну
- Факультет музичного творчості

## Творчі колективи
Колективи, які мають звання «Народний»:
- Ансамбль пісні і танцю «Везелиця»
- Оркестр народних інструментів «Велес»
- Естрадно-джазовий оркестр «Біляр-бенд» [4]
- Студентський театр естрадних мініатюр «Сім'я»
- Театр-студія «Нова сцена»

Дитячі колективи, що мають звання «Зразковий»:
- Вокальний ансамбль «Співочі ельфи»
- Хореографічний ансамбль «Елегія»
- Ансамбль пісні і танцю «Везелінка»

У Білгородському інституті культури і мистецтв також динамічно розвиваються інші проєкти: танцювальний проект «Креатив», ансамбль барабанщиків «Драмманія», команда КВН «Культурне покоління», театр моди «Акцент» та інші.